# Frans Edvard Liedén
Frans Edvard Liedén, född 27 maj 1865 i Nykil, Linköpings kommun, död 11 april 1944 i Jönköping, var en svensk präst och missionär.
Liedén var son till byggmästaren Johannes Jonsson och Sara Sofia Samuelsson. Han studerade vid Ljungstedtska skolan i Linköping. Efter att ha studerat vid metodistkyrkans prästseminarium i Calcutta verkade han som missionär inom metodistepiskopalkyrkan i Indien mellan 1898 och 1906. Han var även missionär för Svenska Alliansmissionen bland bhilfolket i Indien mellan 1906 och 1925. Totalt tillbringade han 12 år i Bengalen och Ceylon.
Liedén prästvigdes i Uppsala 20 september 1919 och inträdde i Växjö stift 22 januari 1926. Han verkade ett tag som präst i Rogberga kyrka. 14 september 1926 blev han vald till komminister i Bondstorps församling, en position som han tillträdde 1 maj 1927. Efter det flyttade han in till Jönköping, och pensionerades.
Liedén gifte sig 27 december 1900 med missionären och författaren Elizabeth Mold. De fick tre söner.